# Zaklada antarktičke baštine
Trenutno se Zaklada antarktičke baštine (eng. Antarctic Heritage Trustsastoji od dva partnera, Zaklada antarktičke baštine Novog Zelanda koja je osnovana 1987. i Zaklada antarktičke baštine Ujedinjenog Kraljevstva, osnovana 1993. Trust je koalicija osnovana za promicanje sljedećih navedenih ciljeva:
- Promicati svijest o ljudskoj povijesti Antarktike i njezinoj važnosti za suvremeni svijet: i u tu svrhu
- Identificirati, obnoviti, sačuvati i zabilježiti povijesna mjesta na Antarktici, strukture na njima i artefakte koje sadrže
- Obnoviti, očuvati i zaštititi, gdje je to prikladno, druge elemente, uključujući arhivske zapise, povijesne baštine ljudskog nastojanja na Antarktici
- Osigurajte sredstva kojima zainteresirani ljudi i organizacije mogu doprinijeti postizanju ciljeva koalicije
- Vodite se odgovarajućim standardima upravljanja baštinom
- Pridržavati se načela, svrhe i duha Ugovora o Antarktici, posebno Dodatka V, Zaštita područja i upravljanje, Protokola o zaštiti okoliša Antarktika (Madridski protokol); i za
- Surađujte s koalicijskim partnerima i drugima s antarktičkim interesima kako biste postigli ove ciljeve.